# YUBA liga (1945-1992)
Il campionato di pallacanestro jugoslavo, noto anche come YUBA Liga, fu attivo dal 1945 al 1992 nella Repubblica Socialista Federale di Jugoslavia.
Era organizzato dalla Federazione cestistica della Jugoslavia.

## Storia
Dopo la fine della seconda guerra mondiale, venne istituito nel 1945 il primo campionato della neonata Repubblica Socialista Federale di Jugoslavia, con la partecipazione di formazioni in rappresentanza della Serbia, della Croazia, della Macedonia, della Vojvodina e dell'Esercito jugoslavo.
Le prime dieci edizioni del torneo videro la vittoria della Stella Rossa di Belgrado, e solo nell'edizione del 1957 si impose una squadra non serba: lo Union Olimpija di Lubiana, che per tutti gli anni 1960 contese il titolo all'OKK Belgrado.
Sul finire degli anni 1960, e nella prima metà degli anni 1970, iniziarono ad imporsi le squadre croate: lo Zadar, e Spalato.
La fine degli anni 1970 fu uno scontro il Bosna di Sarajevo e il Partizan di Belgrado, prima dell'avvio del ciclo del Cibona Zagabria, e il ritorno dell'egemonia, sul fine degli anni 1980, di Spalato.
Dopo la dissoluzione della Jugoslavia, e l'indipendenza dei singoli Stati, vennero istituiti il campionato della Repubblica Federale di Jugoslavia, il campionato bosniaco, il campionato croato, il campionato macedone e quello sloveno.

## Albo d'oro
- 1945  Jugoslovenska armija
- 1946  Stella Rossa
- 1947  Stella Rossa
- 1948  Stella Rossa
- 1949  Stella Rossa
- 1950  Stella Rossa
- 1951  Stella Rossa
- 1952  Stella Rossa
- 1953  Stella Rossa
- 1954  Stella Rossa
- 1955  Stella Rossa
- 1956  Proleter Zrenjanin
- 1957  AŠK Olimpija
- 1958  OKK Belgrado
- 1959  AŠK Olimpija
- 1960  OKK Belgrado
- 1961  AŠK Olimpija
- 1962  AŠK Olimpija

- 1963  OKK Belgrado
- 1964  OKK Belgrado
- 1965  Zara
- 1966  AŠK Olimpija
- 1967  Zara
- 1967-1968  Zara
- 1968-1969  Stella Rossa
- 1969-1970  AŠK Olimpija
- 1970-1971  Jugoplastika
- 1971-1972  Stella Rossa
- 1972-1973  Radnički Belgrado
- 1973-1974  Zara
- 1974-1975  Zara
- 1975-1976  Partizan
- 1976-1977  Jugoplastika
- 1977-1978  Bosna
- 1978-1979  Partizan
- 1979-1980  Bosna

- 1980-1981  Partizan
- 1981-1982  Cibona Zagabria
- 1982-1983  Bosna
- 1983-1984  Cibona Zagabria
- 1984-1985  Cibona Zagabria
- 1985-1986  Zara
- 1986-1987  Partizan
- 1987-1988  Jugoplastika
- 1988-1989  Jugoplastika
- 1989-1990  Jugoplastika
- 1990-1991  Jugoplastika
- 1991-1992  Partizan

## Vittorie per club
| Club                 | Titolo | Città     | Anno                                                                   |
| -------------------- | ------ | --------- | ---------------------------------------------------------------------- |
| Stella Rossa         | 12     | Belgrado  | 1946, 1947, 1948, 1949, 1950, 1951, 1952, 1953, 1954, 1955, 1969, 1972 |
| AŠK Olimpija         | 6      | Lubiana   | 1957, 1959, 1961, 1962, 1966, 1970                                     |
| Zara                 | 6      | Zara      | 1965, 1967, 1968, 1974, 1975, 1986                                     |
| Spalato              | 6      | Spalato   | 1971, 1977, 1988, 1989, 1990, 1991                                     |
| Partizan             | 5      | Belgrado  | 1976, 1979, 1981, 1987, 1992                                           |
| OKK Belgrado         | 4      | Belgrado  | 1958, 1960, 1963, 1964                                                 |
| Bosna Royal          | 3      | Sarajevo  | 1978, 1980, 1983                                                       |
| Cibona Zagabria      | 3      | Zagabria  | 1982, 1984, 1985                                                       |
| Radnički Belgrado    | 1      | Belgrado  | 1973                                                                   |
| Proleter Zrenjanin   | 1      | Zrenjanin | 1956                                                                   |
| Jugoslovenska armija | 1      |           | 1945                                                                   |

## Vittorie per repubblica
| Repubblica           | Titol1 |
| -------------------- | ------ |
| Serbia               | 23     |
| Croazia              | 15     |
| RS Slovenia          | 6      |
| Bosnia ed Erzegovina | 3      |